# Keidy Moreno
Keidy Zoraida Moreno Marín (sinh năm Maracay, Aragua, Venezuela) là một người mẫu thời trang thành công và nhiếp ảnh gia người Venezuela.

## Làm người mẫu
Moreno bắt đầu sự nghiệp của mình trong cuộc thi Hoa hậu Venezuela 2001 đại diện cho bang Aragua. Năm 2002, cô đại diện cho Venezuela trong cuộc thi Siêu mẫu thế giới ở Beirut, Lebanon, nơi cô đã giành được danh hiệu. Sau khi giành chiến thắng trong cuộc thi Siêu mẫu thế giới, Keidy đã ký hợp đồng với các công ty người mẫu lớn trên toàn thế giới.
Keidy có một sự nghiệp thành công với tư cách là một người mẫu quốc tế làm việc tại các kinh đô lớn của thời trang, cô xuất hiện trong nhiều chiến dịch và chương trình thời trang làm việc với khách hàng mục tiêu của Roberto Caballi, Iceberg, Garnier, Cartier, Wella, Special K, Oil of Olay, Pantene, L'Oréal, Clairol, Koleston, Nivea, Swarovski, Johnnie Walker, Christian Audigier, lee jeans và Victoria's Secret và nhiều người khác. Keidy đã đóng vai chính trong các video âm nhạc cho ca sĩ đoạt giải Grammy Juan Luis Guerra's Mi Bendicion và làm việc với rapper người Mỹ TI, cũng xuất hiện trong nhiều quảng cáo truyền hình như Wella, Budweiser. Lexus, và nhiều hơn nữa.
Cô trước đây được đại diện bởi Ford Model ở New York, Nevs Model ở London, Crystal Model ở Paris, Unity Model ở Munich, Team Model ở Hamburg, Fashion Model Management ở Milan, Người mẫu mới ở Brussels, Người mẫu thời gian ở Zurich, Người mẫu Thụy Điển ở Malmo, Quản lý Người mẫu ưu tú ở Miami, Người mẫu Ford ở Chicago, Người mẫu LA và nghệ sĩ sáng tạo ở Los Angeles. Quản lý Người mẫu ở Hamburg, Người mẫu thống nhất ở Munich, Người mẫu tiếp theo ở Canada và Quản lý Người mẫu ông chủ ở Cape Town.
Vào năm 2003, 2005 và 2007, cô đã xuất hiện trên trang bìa và tổ chức "Dự án Amazon", một lịch của người Venezuela giúp bảo tồn các khu rừng của Amazon thông qua Kênh Mặt trời.
Keidy hiện là một nhiếp ảnh gia thời trang và là người sáng tạo và chủ sở hữu của nhiếp ảnh Kei Moreno ở Los Angeles, California.